# Liu Xiaosheng
Liu Xiaosheng (chiń. 刘孝生; ur. 5 stycznia 1988 w Shantou) – chiński lekkoatleta, sprinter.

## Osiągnięcia
- złoty medal mistrzostw Azji (bieg na 400 m, Guangdong 2009)
- srebro mistrzostw Azji (sztafeta 4 × 400 m, Guangdong 2009)
- brązowy medal igrzysk azjatyckich (sztafeta 4 × 400 m, Kanton 2010)

W 2008 reprezentował swój kraj podczas igrzysk olimpijskich w Pekinie, gdzie odpadł w biegach eliminacyjnych na 400 metrów.

## Rekordy życiowe
- bieg na 400 m (stadion) – 45,79 (2007)
- bieg na 400 m (hala) – 47,22 (2008)
- sztafeta 4 × 400 m – 3:03,66 (2010)